# Воскобойник Костянтин Павлович
Костянтин Павлович Воскобойник (1895, Сміла, Черкаського повіту, Київської губернії, Російська імперія — 8 січня 1942, Локоть, Локотський округ) — колабораціоніст, перший бургомістр Локотського самоврядування під час Німецько-радянської війни.

## Життєвий шлях
Воскобойник Костянтин Павлович народився в 1895 в м. Сміла Черкаського повіту Київської губернії (нині — Черкаської області України) в сім'ї залізничника.
У 1915 році вступив на юридичний факультет Московського університету. Під час Першої світової війни, у 1916 році, добрововільно пішов на фронт, закінчив школу прапорщиків. У 1919 році, коли в Росії йшла Громадянська війна, зрадивши присягу, вступив до лав РСЧА, після поранення в 1920 демобілізувався. З 1920 секретар Каспійського військового комісаріату. У 1920–1921 рр.. — зрадив «червоним», взяв участь у селянському повстанні проти непомірних поборів селян, воював з частинами Червоної армії у Поволжі у складі загону Вакуліна і Попова (частина повстанської армії Антонова). Був обраний першим номером до кулемета, отримав чергове поранення в руку. За свідченням однополчан — досвідчений сміливий боєць. Повстання придушене Червоною армією.
Після розгрому повстання переховувався під іменем Івана Яковича Лошакова. Втік до Астрахані, де вдруге одружився зі своєю ж дружиною, передав їй «нове» прізвище. З Астрахані подружжя «Лошакових» перебирається до Сизрані, потім у Нижній Новгород, поки в 1924 році не переїхало до Москви. Тут закінчив електромеханічний факультет Інституту народного господарства ім. Г. В. Плеханова, працював начальником електровимірювальних майстерень при Всесоюзній палаті мір і ваг. У 1931 з'явився з повинною в ОДПУ, висланий в адміністративному порядку на 3 роки в Новосибірську область. Після звільнення працював у будівельних організаціях у Кривому Розі, Орську. З 1938 викладач фізики в Брасовському гідромеліоративному технікумі (Локоть). У Локоті Воскобойник облаштувався, швидше за все, тому, що йому було заборонено проживати у великих містах. У Локотському органі НКВС про нього склалося враження як про людину «лояльно налаштовану до Радянської влади, інтелігента із завищеною самооцінкою».

## Політична діяльність
У вересні 1941, коли Червона Армія залишає Локоть, Воскобойник перед приходом німців формує місцеве самоврядування, яке включало сільських старост разом з вибраними депутатами. Більшістю голосів прийнято рішення призначити «губернатором Локотя і околишньої землі» Воскобойника, а його заступником Броніслава Камінського.
4 жовтня 1941 року Локоть зайняли німецькі війська. Воскобойник добровільно запропонував свої послуги німцям та домігся аудієнції у командувача 2-ї танкової армії генерал-полковника Хайнца Гудеріана, виклавши ідеєю створити Локотську республіку. Офіційною ідеологією ресбубліки мав стати, за прикладом Німеччини, націонал-соціалізм. Провідником цих ідей повинна бути російська Націонал-соціалістична партія, організована за прикладом гітлерівської НСДАП. Передбачалося, що в міру просування вермахту ідеї російської НСП охоплять всю Росію, яка буде організована за принципом Локотської республіки. Оскільки «будь-яка революція повинна вміти захищатися» (як невпинно повторював Воскобойник), Воскобойников планував сформувати воєнізоване ополчення (міліцію), яке йменувалось, як Російська визвольна народна армія(РОНА).
Німці пішли на експеримент, повністю довіривши внутрішнє самоврядування цьому органу влади. Воскобойник був призначений старостою і командиром загону народної міліції села Локоть. Ним було набрано загін Народної міліції з 20 осіб.
16 жовтня 1941 — окупаційна влада затвердили управління Локотської волості на чолі з Воскобойником, враховуючи його організаторські здібності та заслуги. Загін міліції збільшений до 200 осіб, створюються сільські загони міліції у волості. Міліцейські загони стали початком створення Руської Визвольної Народної Армії (РОНА).
25 листопада 1941 — Воскобойник оголосив про створення Народної соціалістичної партії Росії «Вікінг», утвореної за типом НСДРП. У маніфесті про створення НСПР, написаному Воскобойником, проголошувалася її головна мета: «повне знищення в Росії комуністичного і колгоспного ладу», «безкоштовна передача селянству … всієї орної землі», а також, серед іншого, «нещадне знищення євреїв, колишніх комісарів». Вихід Маніфесту НСПР став початком широкої агітаційної кампанії. Маніфест поширювався в межах Орловської, Курської, Смоленської та Чернігівської областей за безпосередньої участі Камінського та Мосіна.
|  | Бывший московский студент Константин Воскобойник («инженер Земля»), участвовавший в 1921 г. в повстанческой деятельности под эсеровскими лозунгами, по всей видимости, был действительно убежденным врагом режима, самоназвавшегося «советским». Исповедуя несомненно эсеровские взгляды (земля - общенародное достояние, наследственное пользование землей, но без права продажи и т.п.). Воскобойник крепко верил в привлекательность идеи уничтожения «коммунистического и колхозного строя», способной вовлечь вчерашних колхозников в антисталинский протест. Отсюда же и его клятва в знаменитом Манифесте от 25 ноября 1941 г. «возродить русское государство из большевистских развалин». О внешнеполитических целях нацистов в отношении России Воскобойник не только не знал, но и не думал, а если бы даже и знал, естественно, посчитал бы их утопичными. Германия представлялась Воскобойнику лишь силой, «уничтожившей сталинское крепостное право» (Журнал "Посев" про Воскобойника (травень 2002 г.)) |

Проводжаючи своїх соратників в поїздку за названими областях, Воскобойник, який ніколи не страждав надлишком скромності напучував їх: 
|  | «Не забудьте, що ми працюємо вже не для одного Брасовського району, а в масштабі всієї Росії. Історія нас не забуде» |

. Після створення НСПР, Воскобойник переходить зі статусу рядового старости в розряд ідейних смертельних ворогів радянської влади.
У листопаді-грудні 1941 р. — на чолі міліцейських загонів Воскобойник неодноразово брав участь у боях з партизанами в районі сіл Холмичі, Тарасівка, Шемякін. У Брасовському районі створено 5 партійних організацій НСПР.
У грудні 1941 — Локотська волость перетворена в повіт, Воскобойник очолив його як бургомістр. Пізніше (19 червня 1942 р.) повіт отримав статус «Локотський округ самоврядування» (8 районів, шість з них відносились до Орловської області: Брасівський, Комарічський, Севський, Навлінский, Суземський, Михайлівський, і два — до Курської: Дмитровськ-Орловський і Дмитрієв-Льговський, до 600 000 тис. осіб. населення, своя символіка — біло-синьо-червоний триколор з Георгієм Побідоносцем. Неофіційні назви — «Локотська республіка», «Локотська Русь» — самоорганізована російська держава на території Орловської і Курської областей).
Вся повнота виконавчої влади була покладена на росіян, і всі німецькі війська та органи управління, були звідти відкликані (за винятком штабу зв'язку декількох гарнізонів німців та угорців, які допомагали у боротьбі з партизанами). Російським органам надали повну свободу дій, вимагаючи лише поставок продовольства. На землях «Локотьщини» не було німців в органах влади, німецьких судів, поліції, в'язниць, не діяли закони Німеччини. За порядком тут стежили місцеві сили правопорядку.
7 січня 1942  у Локті в будівлі Драматичного театру відбудеться перший день роботи Установчого з'їзду «Народної Соціалістичної Партії Росії» «Витязь»(«Вікінг»), партія була створена. На 8 січня було заплановано 2-й день роботи з'їзду: залишалося вибрати керівні органи партії, вирішити інші організаційні питання.
У ніч на 8 січня 1942 партизанські загони під командуванням О. М. Сабурова, здійснивши зимовий кидок на 120 санях, напали на Локоть. Незважаючи на несподіванку, міліціонери, втративши приблизно 50 осіб, напад відбили. Воскобойник був смертельно поранений в бою.
Німецькі лікарі, що терміново прибули з Орла, не змогли врятувати Воскобойника. Помер вдень 8 січня 1942 р. у селі Локоть. Похований тут же.
У 1941–1942 рр.. Воскобойник і його заступник Броніслав Камінський був канонізований Руською катакомбною церквою істинно православних християн («катакомбників»).

## Версії смерті Воскобойникова
- був смертельно поранений на ґанку свого будинку;

- був смертельно поранений в будівлі театру («головну групу нападників з декількох десятків людей, що прорвалися в театр блокували, вони відчайдушно відстрілювалися, і, час від часу кидали через вибиті двері та вікна гранати, діватися їм було нікуди — вони були блоковані, і — приречені. Їх можна було легко закидати гранатами. Але при цьому згоріла б дотла вся будівля театру. Тому Воскобойник заборонив своїм бійцям використовувати гранати. Він запропонував оточеним в театрі припинити марне кровопролиття і здатися. Обіцяючи під своє особисте чесне слово — слово командира — залишити в живих всіх. У відповідь — Воскобойника попросили вийти на освітлене місце, щоб переконатися, що це дійсно він, „губернатор Локотя“. і коли Воскобойник вийшов, то був тут же вбитий довгою чергою з „Дегтяря“»)[3]

## Сім'я
- Дружина — Ганна Веніамінівна Колокольцева, проживала в місті Горькому, після смерті чоловіка займала відповідальну посаду в канцелярії Камінського.
- Дочка — Ганна Колокольцева, нар. бл. 1921 р., в 1941–1942 рр.., за свідченням НКВС, була студенткою Індустріально-педагогічного інституту ім. К. Лібкнехта.[4]

## Вшанування пам'яті

### На географічній карті
- Місто Воскобойник (назва сел. Локоть з жовтня 1942 р. по вересень 1943 р.) — назва (і статус міста) присвоєні наказом Обер-бургомістра «Особливого Локотського Округа» Б. В. Камінського, але не затверджені німецькою окупаційною владою;
- Локотський драматичної театр імені К. П. Воскобойника м. Воскобойник (Локоть) (жовтень 1942 р. — вересень 1943 р.)
- Локотський маслозавод імені К. П. Воскобойника, м. Воскобойник (Локоть) (жовтень 1942 р. — вересня 1943 р.)

### В художній літературі й на екрані
- в трилогії «Справа, якій ти служиш» — «Дорога моя людина» — «Я відповідаю за все» Юрій Герман вивів Воскобойника під ім'ям бургомістра Жебрака;
- Локотське самоврядування згадується в романі Анатолія Іванова «Вічний поклик» і в знятому за романом фільмі;
- тема Локотського самоврядування відображена в серіалі «Диверсант. Кінець війни» (2007).